# Mesa de mezclas de audio
Las consolas de mezcla o mezcladora de audio es un dispositivo electrónico al cual se conectan diversos elementos emisores de audio, tales como micrófonos, entradas de línea, samplers, sintetizadores, gira discos de vinilos, reproductores de CD, reproductores de cintas, etc. Una vez que las señales sonoras entran en la consola estas pueden ser procesadas y tratadas de diversos modos para dar como resultado de salida una mezcla de audio, mono, multicanal o estéreo.
El procesado habitual de las mesas de mezclas incluye la variación del nivel sonoro de cada entrada, ecualización, efectos de envío, efectos de inserción, panorámica (para los canales mono) y balance (para los canales estéreo). Otras consolas de mezclas permiten la combinación de varios canales en grupos de mezcla (conocidos como grupos) para ser tratados como un conjunto, la grabación a disco duro, la mezcla entre 2 o más canales mediante un crossfader...
Estas consolas se utilizan en diferentes medios, desde estudios de grabación musical, radiofónicos, televisivos o de montaje cinematográfico, como herramienta imprescindible en la producción y emisión de audio. También son la herramienta primordial para los DJ y otros músicos de directo.

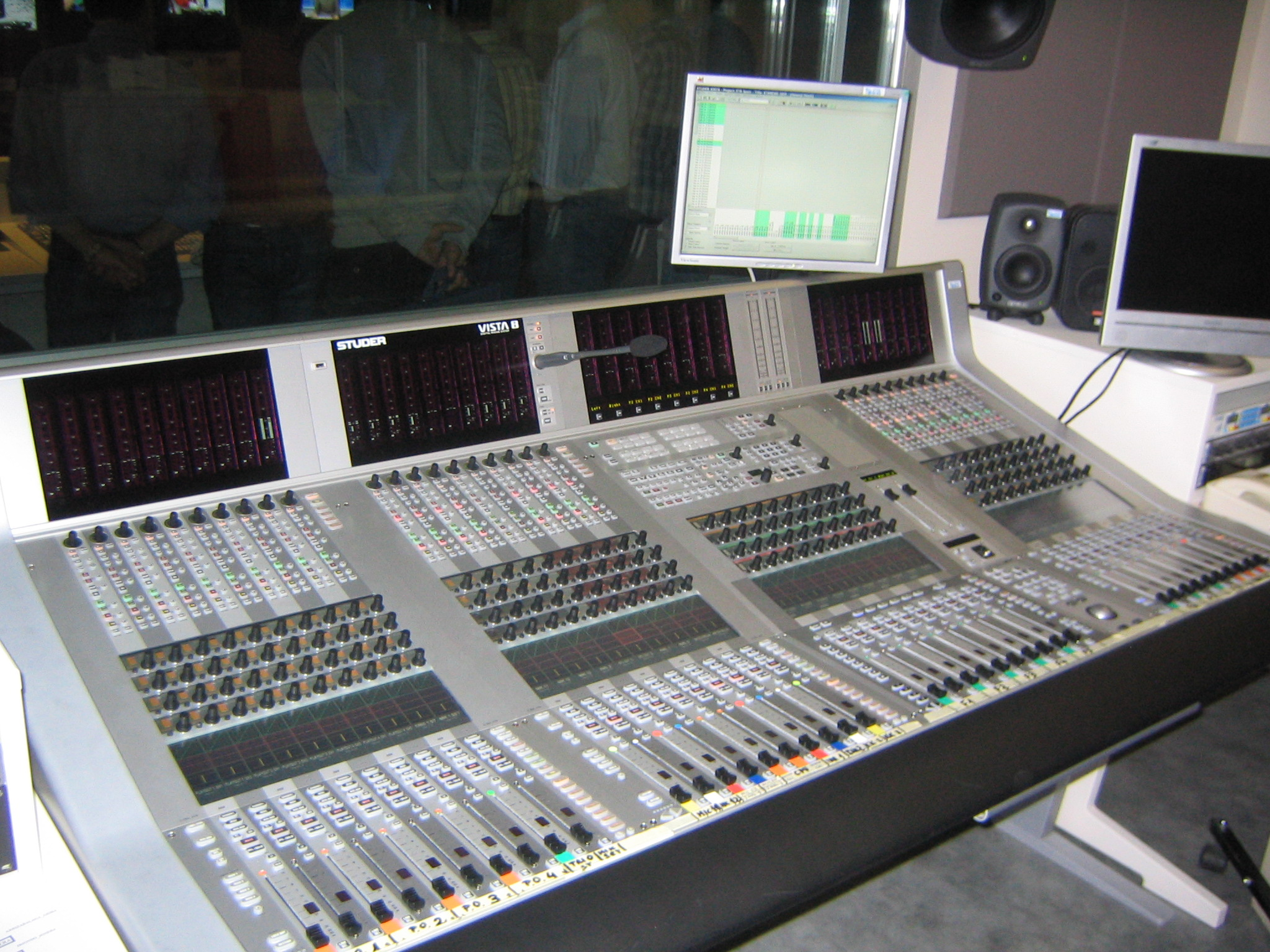
Consola de audio digital marca Studer, modelo Vista 8 (2007).

## Historia
Cuando el triodo fue inventado en 1906 por Lee De Forest, (U.S. Patente n.º 879,532 archivada el 29 de enero de 1907 y publicada el 18 de febrero de 1908) las señales de radiotelégrafo fueron convertidas al rango de audio por medio de inyectar una señal de onda continúa en la antena usando una frecuencia ligeramente diferente de la señal a ser recibida. Las no linearidades eléctricas en el triodo, no sólo permitieron la amplificación, también proveyeron la posibilidad de mezcla de señales diferentes.
Es muy difícil hallar la patente de lo que sería la primera mesa de mezclas; no obstante se puede rastrear como su antecedente más antiguo, las consolas que ingenieros de la AT&T instalaron para nivelar y combinar las señales de los micrófonos de la nueva estación radial de la AT&T, la estación WEAF con sede en Nueva York en 1923.

Tres años más tarde, ingenieros de la BBC construyeron sus propios mezcladores para sus estudios ubicados primero en los cuarteles centrales en el Savoy Hill y desde 1932 en la Broadcasting House en Portland Place, Londres. 
Al demostrar el 27 de abril de 1933 sus experimentos sobre transmisión sonora por 3 canales; Harvey Fletcher y trabajadores de la Bell Telephone diseñaron e instalaron un mezclador que debía dosificar las señales de los 3 micrófonos puestos delante de la Orquesta Filarmónica de Filadelfia, conducida entonces por Leopold Stokowsky, en la Academia de Música de esa ciudad.
En 1939, durante los trabajos de desarrollo del sistema Fantasound para la película "Fantasía" de la compañía de Walt Disney; el ingeniero William Garrity patenta el control panorámico, rasgo que sería posteriormente una parte vital de las mesas de mezcla profesionales.
Aunque se habían fabricado varios modelos de mixers dirigidos sólo al campo del soporte técnico de radioemisoras oficiales especialmente de las firmas Western Electric y RCA, fue recién en 1947 que la firma Presto lanza al mercado los primeros mezcladores de audio especial para la grabación eléctrica de discos que se conocieron como los modelos 90A y 90B. 
En 1950 Bill Putnam, un muy hábil ingeniero electrónico, funda en Chicago la compañía Universal Audio, mediante la cual crea junto a Paul McManus la primera consola modular en 1959, basada en el amplificador operacional UA-610 y que se usó en sesiones de grabación de importantes artistas como Duke Ellington, Count Basie, Nat King Cole, Frank Sinatra y Sarah Vaughan en los estudios Universal Recording. Putnam llegó a crear 2 compañías electrónicas diferentes más los años siguientes: Estudio Electronics y UREI. 
La historia del Rock tiene mucho que aportar a la historia de las consolas de audio. Luego de obtener un enorme éxito grabando Rocket 88 de Jackie Brenston y escrita por Ike Turner en 1951 (tema que por algunos es aclamado como la primera grabación de Rock n' Roll), el productor de Sun Records Sam Phillips decide con el dinero ganado remodelar su estudio ubicado en el n.º 710 de Union St en Memphis, Tennessee. Para ello consiguió en un buen precio una consola de los años treinta RCA 76D de seis canales, la cual modificó añadiéndole reverberación. De esta consola salieron los primeros éxitos de Johnny Cash, Elvis Presley y Jerry Lee Lewis.
Entre finales de la década de 1950 a comienzos de los años 1960 se hizo común que las compañías de grabación de discos contrataran ingenieros de audio para construir consolas que se ajustaran a los requerimientos para sus estudios de grabación, tales como Rodway Marck. David Gold hizo en 1960 una consola para los Goldstar Studios que fue una importante herramienta para que el productor Phil Spector creara su muro de sonido para temas como "He's A Rebel" de The Crystals y "Unchained Melody" de The Righteous Brothers.

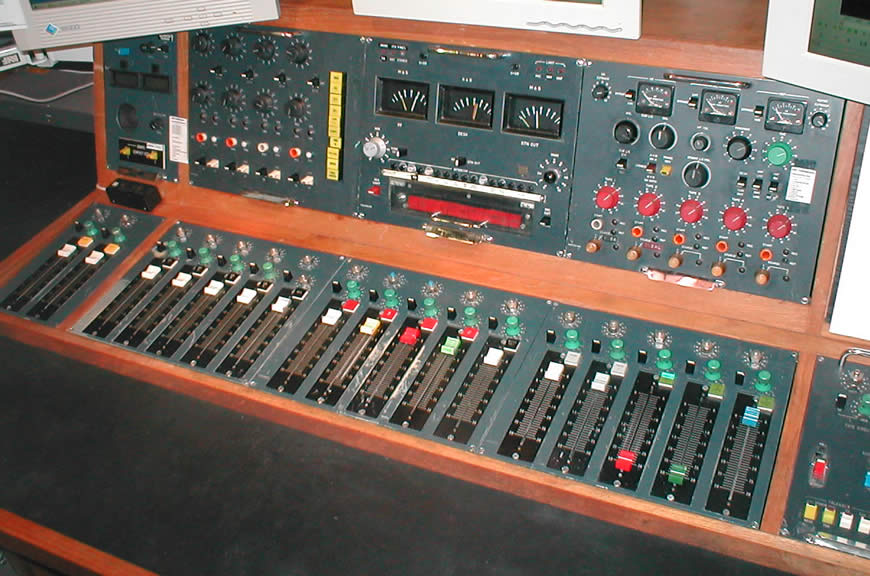
Mesa de mezclas en unos estudios de la BBC, (2005).
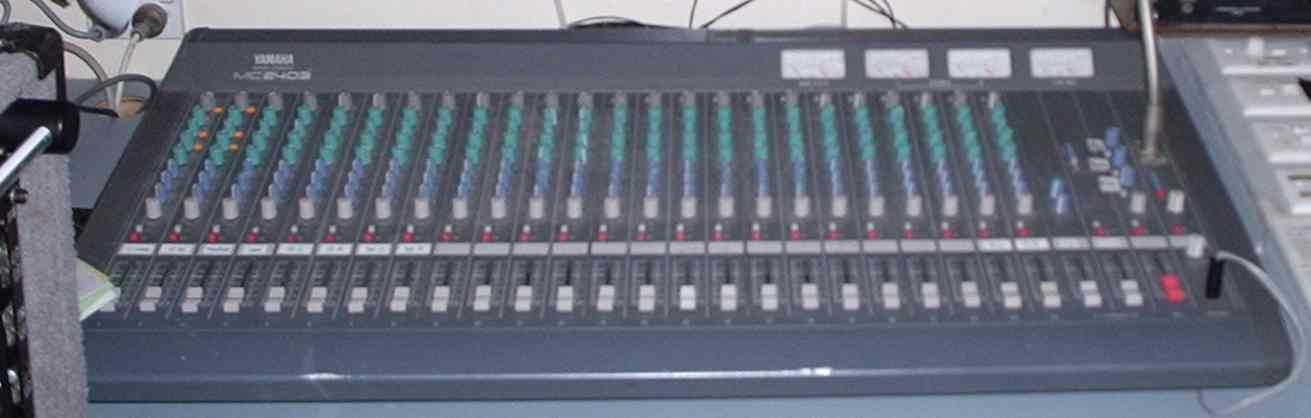
Mesa de audio analógica (2004).
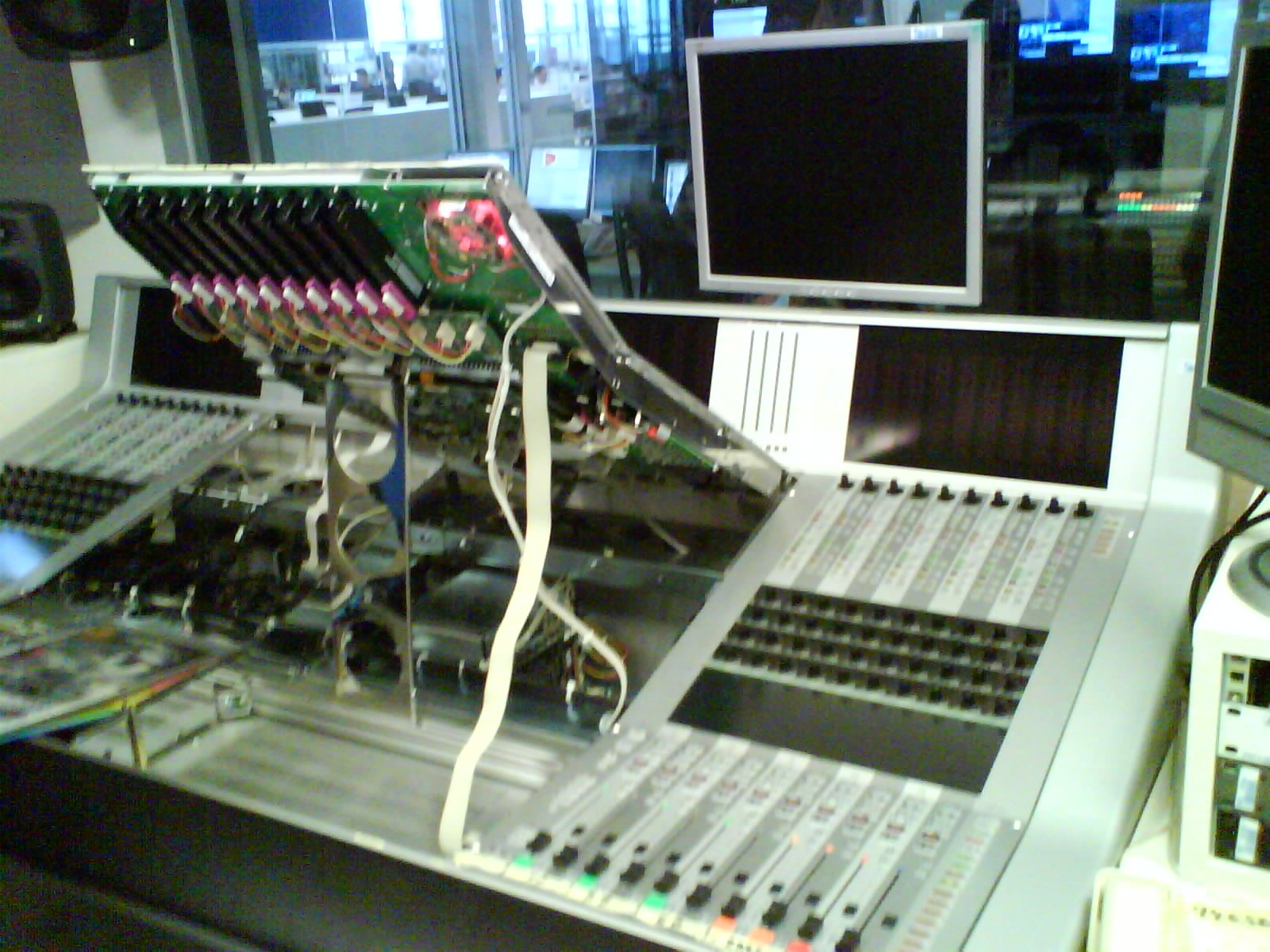
Mesa digital de audio Vista 8 de Studer, con una bahía abierta.
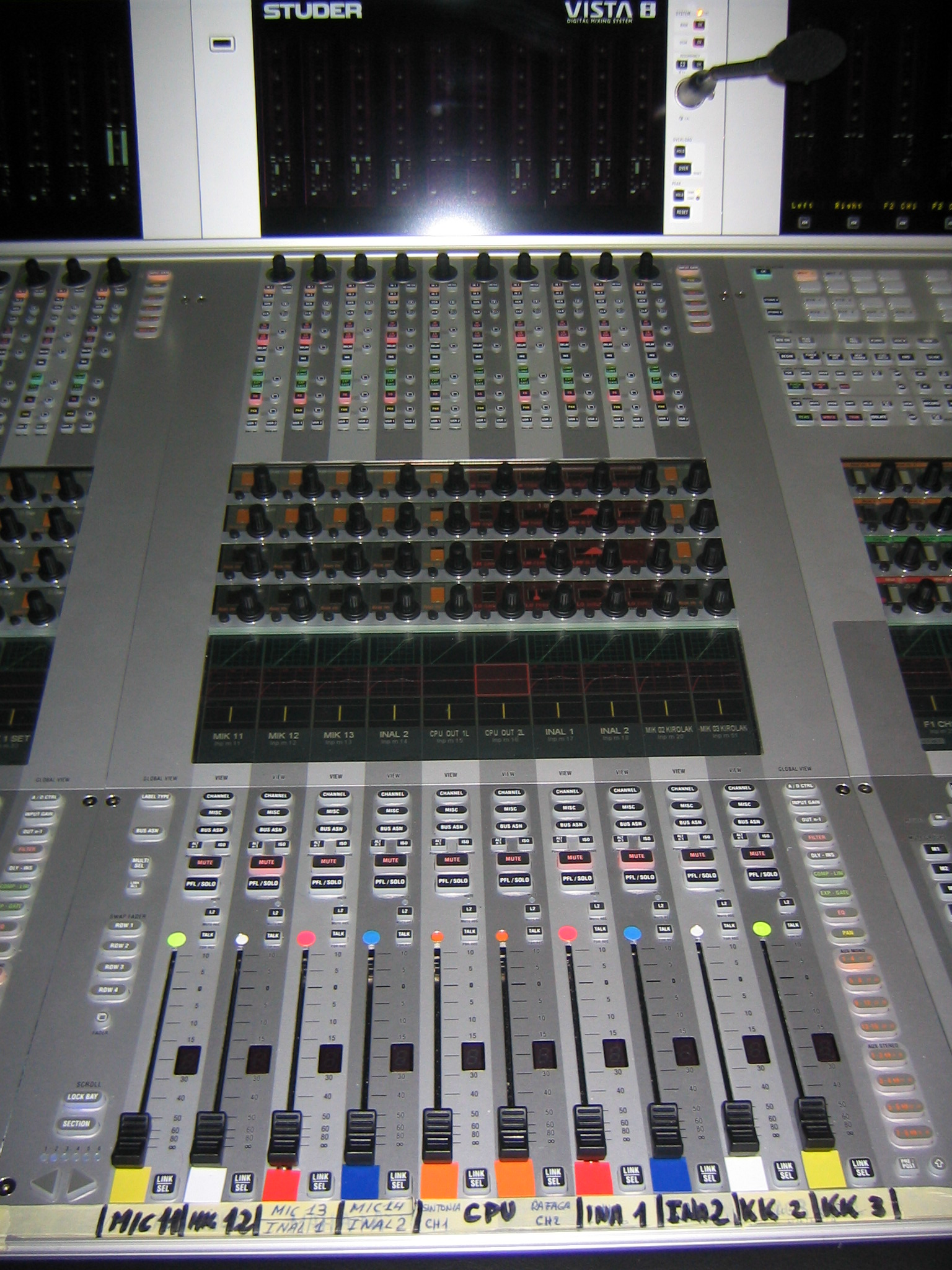
Mesa digital de audio Vista 8 de Studer, detalle.

En el momento en que EMI adquirió sus 8 máquinas grabadoras de 4 pistas Studer J37 en reemplazo de los EMI BTR 2, los estudios de la compañía necesitaron consolas con 4 salidas para acoplarlas. Por tanto, volcaron su atención en un clásico aparato alemán, el preamplificador Telefunken V72 de 1928, que era un preamplificador de micrófonos y amplificador amortiguador (buffer). Estos fueron aplicados a la clásica consola EMI REDD 37 usada en la grabación de artistas como The Beatles.
Un hombre clave en esta historia ha sido Rupert Neve, un exingeniero en el Ejército británico que en 1961 fabrica una consola de mezcla para un compositor llamado Desmond. En 1964 hace historia al construir la primera mesa Mezcladora completamente transistorizada (antes, todas eran a válvulas) con un ecualizador para Phillips Records. Su compañía, Neve Electronics fue la primera en construir consolas de altísima definición en Inglaterra.

## Mesa de mezcla analógica
Las mesas de mezclas analógicas, ya casi sustituidas en su totalidad por la digitales, tratan la señal de audio analógico y tienen la particularidad de que se actúa directamente sobre las señales que entran o salen de la mesa. Los diferentes audios pasan físicamente por los elementos de control o monitoreado que son operados por el técnico de audio. 
Por línea general están formadas por un solo equipo, la consola, en el que entran y salen todas las señales con las que se va a trabajar. Incorpora los diferentes elementos, amplificadores, ecualizadores, filtros, enrutadores... necesarios para el procesamiento que se requiere y los elementos de control actúan directamente sobre el audio (en pocas palabras, la señal de audio pasa a través de los faders).

### Partes de la mesa
Una mesa de mezclas de audio está conformada por varias partes, los canales de entrada, los buses de enrutamiento, los controles de salida, grupos y monitoreado y medidores. Muchas veces también incorporan otros sistemas de tratamiento de señal como compresores limitadores o puertas de ruido.

#### Canales de entrada
Cada entrada de señal entra en un canal de entrada. Este suele soportar, generalmente, dos entradas diferentes, una para micrófono y otra para nivel de línea. La selección se realiza mediante un sistema de conmutación al que sigue un ajuste de ganancia. Luego suele aplicase una filtro paso altos con una frecuencia de corte de 20Hz, destinados a eliminar los posibles ruidos procedentes de la tensión de la red eléctrica. Seguidamente suele venir una etapa de ecualización, normalmente estructurada en tres rangos de frecuencia aunque es muy variable. Seguido al ecualizador se halla la asignación a los buses auxiliares, al menos dos y con posibilidad de que sea alguno de ellos seleccionable pos o pre fader. El bloque de enrutamiento a los grupos o masters incluyendo el control panorámico, y el bloque del fader con el monitoreado, PFL y solo, y el mute.
En algún punto del canal se suele colocar un punto de inserc ñoco e extraer la señal del mismo, tratar y volver a insertarla.

#### Buses
Las salidas de todos los canales de entrada van a los diferentes buses. Estos buses, después de ser controlados por los controles de salida, conformaran las salida de señal de la mesa.
El bus principal es el llamado de "programa" o "master", normalmente el único que soporta dos canales (producciones estereofónicas). Otro tipo de buses que se asignan a controles intermedios, los llamados "grupos", tienen la finalidad de agrupar diferentes canales de entrada (diferentes entradas) en un control común que a su vez pueden ser nuevamente enrutados a los "masters" o salidas principales de la mesa. Aparte de estos dos tipos de buses existe un tercer tipo: son los llamados "auxiliares" y sirven para realizar las mezclas necesarias para la producción o contribución (es decir, escucha de vuelta, de comentarios sin música, monitoreado específico...) normalmente las señales que se enrutan a estos buses pueden ser seleccionadas de antes del fader (prefader) o después del mismo (postfader). Según el tamaño y prestaciones de la mesa varía el número y las prestaciones de los buses auxiliares.

#### Controles de salida

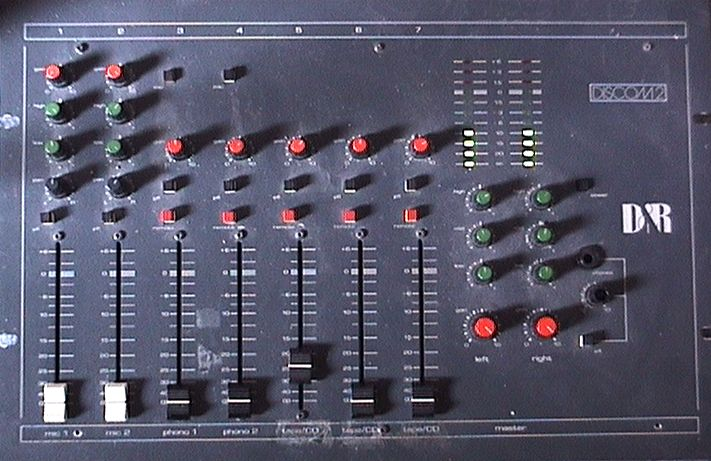
Pequeña mesa de audio analógica.

En los controles de salida podemos distinguir entre los "grupos" y los "master". Los grupos y máster tienen apariencia muy similar a la de los canales de entrada, pero la señal la reciben de los buses, también pueden tener alguna entrada exterior y puntos de inserto. Permiten controlar varias señales de entrada a la vez. Los "master" son los controles de salida de la señal de programa.

#### Monitoreado y medidores
Para poder operar eficazmente el sistema se precisa escuchar, de diferentes formas y en diferentes puntos, las diferentes señales con las que se está trabajando. Para ello hay un sistema que permite monitorear cada una de ellas en los diferentes puntos de la mesa. este monitoreado no solo se realiza acústicamente, sino que mediante un sistema de medidores se puede ver los diferentes niveles y fases de las señales que se desean controlar.
Hay una serie de elementos auxiliares que sirven de ayuda a la producción y el ajuste. Las mesas de mezclas de audio suelen incorporar generadores de señal patrón, al menos una señal sinosuidal de una frecuencia de 1kHz a un nivel de 4 dB. Dependiendo de las prestaciones de la mesa este generador es más o menos potente pudiendo llegar a generar cualquier frecuencia a cualquier nivel e incluso patrones de ruido, como el ruido rosa o el ruido blanco.
Un sistema de intercomunicación, que puede insertarse en cualquiera de las salidas (aunque en mesas simples suele estar designado a un auxiliar concreto) permite la intercomunicación del técnico de sonido con los diferentes lugares de fuente de señales (platos, escenarios, bambalinas...) o con el personal de la producción.
En todo momento las actuaciones y manipulaciones de la señal de audio se realizan directamente sobre ella pasando esta a través de todos los elementos que componen el sistema.

## Mesa de mezcla digital
En la última década el siglo XX empezó a desarrollarse el audio digital. Con el aumento de la capacidad de procesamiento y la generalización de las instalaciones de esta tecnología se comenzó a desarrollar las mesa de mezclas digitales. En ellas la consola de control es un mero periférico que únicamente facilita la interfase con el usuario. El procesamiento de las señales se realiza mediante software por lo que las señales en ningún momento pasan por los elementos de control y no precisando una estructura fija previa.
Los sistemas digitales de mezcla suelen ser dispersos, es decir, constan de varios módulos repartidos por la instalación. Uno de ellos es el encargado de realizar el procesamiento, es el llamado "DSP" (Digital Signal Processor) que es el corazón del mezclador. Este módulo es controlado por la consola, que suele tener una apariencia muy similar a las analógicas, al cual suele estar unido por una simple comunicación serie o ethernet. El DSP precisa de diferentes módulos de interface para la adaptación de las señales de entrada y salida al sistema y un módulo de monitoreado.
Los módulos de interface suelen contener los convertidores analógicos digitales para las señales de micrófono y línea analógica, así como para los diferentes formatos digitales de audio (el más normal es el AES/EBU) incluyendo las interfaces MADI. También tienen los convertidores digital analógico para cuando se precisan salidas analógicas y los diferentes interfaces para los estándares de audio digital que se utilicen.
El módulo de monitoreado está destinado a proporcionar las salidas a los diferentes monitores de audio precisos.
Los diferentes interfaces, que pueden estar ubicados en lugares remotos y unidos al DSP mediante MADI o un sistema similar, convergen en el DSP o en un equipo que hace de hub y pasa los múltiples canales al procesador (por ejemplo en el caso de las mesa VISTA de Studer esta comunicación se hace mediante cables de red informática y un protocolo propiedad de Studer llamado MADI SH que permite la transferencia simultánea de 192 canales de audio). El DSP es controlado a través de la consola.

### Conformación de la mesa
Al no existir físicamente ni canales de entrada, ni buses, ni controles de salida... se debe definir una mesa de mezclas virtual similar a lo que sería la configuración de una analógica. Mediante una aplicación informática (que puede no estar disponible para el usuario) se define la mesa virtual que se quiere tener esa configuración hay que definir el número de canales de entrada, el tipo de los mismos, el número de buses, el tipo y número de canales de grupo que habrá el de master, el de auxiliares, etc. 
También se define los procesos de control que se pueden aplicar al audio, compresores, limitadores, expansores, retardadores, puertas de ruido, filtros, ecualizadores... todo ello únicamente limitado por al capacidad de procesamiento del sistema.
Al no depender los canales de entrada del número de controles físicos existentes, se pueden hacer configuraciones en capas que permiten ir asignando entradas a diferentes canales y canales a diferentes controles todo ello en tiempo real. Esto da un grado de flexibilidad casi infinito.
Al estar todo ello basado en programación es decir en software, se puede guardar y recuperar en cualquier momento y tener diferentes set para diferentes programas o para diferentes técnicos, adaptándose el sistema a cada circunstancia.
Otra gran ventaja es la posibilidad de trabajar dinámicamente entre varias mesas al ser posible transferir la información entre ellas o entre sistemas de control de posproducción y producción.